# Parafia św. Kazimierza w Nowych Piekutach
Parafia pw. Świętego Kazimierza w Nowych Piekutach – rzymskokatolicka parafia należąca do dekanatu Szepietowo, diecezji łomżyńskiej, metropolii białostockiej. Parafię prowadzą księża diecezjalni. 

## Zasięg parafii
Do parafii należą wierni z następujących miejscowości: Nowe Piekuty, Koboski, Kostry-Noski, Krasowo-Częstki, Krasowo-Siódmaki, Krasowo Wielkie, Krasowo-Wólka, Lendowo-Budy, Liza Nowa, Łopienie-Jeże, Łopienie-Szelągi, Łopienie-Zyski, Markowo-Wólka, Piekuty-Urbany, Pruszanka Mała, Nowe Rzepki, Skłody Borowe, Skłody-Przyrusy, Stokowisko, Tłoczewo, Wierzbowizna, Nowe Żochy i Stare Żochy.

## Historia
Parafia została erygowana w 1807. Obecny kościół rozpoczęto budować w 1937 roku, według projektu Feliksa Michalskiego, ukończono w 1971 roku, murowany w stylu neogotyckim. Ołtarz główny o charakterze barokowo-klasycystycznym z XIX wieku pozyskany z kościoła w Płonce Kościelnej, z rzeźbami barokowymi śś. biskupa i Jana Chrzciciela z około 1700 roku oraz obrazami z drugiej połowy XIX. Ponadto kielich z ok. 1640 roku, chrzcielnica rokokowa z ok. 1750 roku i druga klasycystyczna z pierwszej połowy XIX wieku. W Nowych Piekutach znajduje się kapliczka przydrożna z 1848 roku, murowana z cegły.

## Miejsca święte
Kościół parafialny
Kościoły filialne i kaplice
- Kaplica-pomnik ku czci 257 pomordowanych w Krasowie Częstkach[1]

Dawniej posiadane lub użytkowane przez parafię świątynie
- Kilka świątyń drewnianych[1]. Ostatnia spłonęła w 1915 r[1].
- Tymczasowa kaplica - do rozpoczęcia budowy w 1937 r. kościoła murowanego pw. św. Kazimierza w Nowych Piekutach[1].

Cmentarze
Obecnie istnieje możliwość skorzystania z wyszukiwarki osób zmarłych, pochowanych na cmentarzu.